# Ева (песня)
«Ева» (стилизована как «Eva») — песня, написанная Алексеем Романоф, Евой Польной, Юрием Усачёвым и Александром Сахаровым. Композиция, спродюсированная Алексеем Романоф и Анной Плетнёвой, а также Александром Сахаровым, была записана российской поп-группой «Винтаж» для их второго студийного альбома Sex (2009). Песня была выпущена как третий сингл из альбома 24 января 2009 года.
Вдохновлённая песней «Hung Up» Мадонны, «Ева» основана на семпле из композиции «Беги от меня» группы «Гости из будущего» и содержит в тексте аллюзии на упомянутую песню. Музыкально песня записана в жанре танцевальной поп-музыки и имеет грустное настроение. Текст композиции затрагивает тему лесбийских отношений. Группа вкладывала в песню ещё один смысл — любовь поклонника к своему кумиру, что в процессе вызывает у первого раздвоение личности.
«Ева» была позитивно оценена музыкальными критиками. Песню хвалили как за удачное переосмысление хита «Гостей из будущего», так и за хорошую аранжировку. В MUZ.RU песню посчитали постмодернистским произведением и отмечали в ней «очередной пример заимствования без воровства, или „цитирования“». Журнал «Афиша» назвал композицию «едва ли не самой удачной русской поп-песней 2000-х». Максим Кононенко назвал «Еву» лучшей композицией 2009 года.
Сингл стал одним из самых удачных в России в 2009 году. По итогам года песня стала самой ротируемой русскоязычной композицией на российском радио, прозвучав в эфире радиостанций более 450 тысяч раз. Одновременно с этим «Винтаж» стали самым ротируемым исполнителем в России. Данная композиция стала также успешным цифровым синглом. По словам главного менеджера Gala Records Сергея Балдина, песня стала одним из лидеров продаж цифрового каталога компании наряду с такими песнями коллектива, как «Плохая девочка» и «Одиночество любви».
Композиция стала номинантом независимой музыкальной премии «Степной волк 2010» в номинации «Песня». Также «Ева» была номинирована в категории «Песня года» на премии Муз-ТВ 2010. В декабре 2011 года журнал «Афиша» включил композицию в свой редакционный список самых ярких и запомнившихся российских поп-хитов за последние 20 лет.

## Создание композиции
Алексей Романоф говорил, что вдохновением для создания композиции послужила песня Мадонны «Hung Up» (2005), основанная на семпле из песни «Gimme! Gimme! Gimme! (A Man After Midnight)» группы ABBA. Музыкант объяснял, что был в тот момент безумно вдохновлён работой Мадонны. Увлечение композицией заставило его задуматься над тем, есть ли в России песни, которые могли бы лечь в основу нового произведения; дать новые эмоции и одновременно с этим «всколыхнуть» старые. По его признаниям, он сразу вспомнил о том, что существует группа «Гости из будущего», которым, как он считает, «обязаны практически все ныне существующие поп-исполнители». В интервью на радио «Бим» Юрий Усачёв рассказал об истории создания песни. По его словам, он долгое время был знаком с Алексеем Романоф, первоначально выступая его продюсером, а после того, как Алексей создал группу «Винтаж», они совместно писали песни для известных исполнителей. Идея создания композиции исходила от Алексея, который позвонил Усачёву:

…мы на волнах […] давней дружбы созвонились, и он говорит: «Слушай, как тебе идея, если мы сделаем совместный проект, смешение двух каких-то треков». Я говорю: «Отличная идея, давай возьмём первую песню „Гостей“, самую популярную, вы на неё пишете мелодическую линию, мы это все сляпываем, и как бы получается». Через два дня звонок, что всё готово. Я говорю: «Вы что, с ума сошли, что так быстро?» Они мне показали набросок, и действительно получилось очень интересно, и мы взяли за основу семпл из первой песни, которая называется «Беги от меня», и мы сделали смешанный трек…— Юрий Усачёв
Сначала Ева не поняла саму суть затеи, ей казалось, что это посмертная ода. Почему «любила тебя», что за прошедшее время? Вопросов было много. Потом родился сценарий клипа, в котором я выступаю в роли фанатки и люблю её на протяжении 10 лет. Еву удалось убедить. Это было нелегко, ведь она девушка ранимая и чувственная.

По словам участников коллектива, Ева Польна отнеслась к песне со смешанными чувствами. Как рассказывала Анна Плетнёва, сначала коллектив прислал песню Еве, которая не была уверена в том, что ей нравится композиция. Позже у Плетнёвой появилась идея видеоклипа, с сюжетом, в котором она решила рассказать о другой стороне шоу-бизнеса — о фанатах. В итоге Польна одобрила песню и позже специально перезаписала для неё отрывок со своим голосом. Решение сделать это пришло к певице спонтанно. Как рассказывала Ева, она самостоятельно перепела свою партию и при этом отмечала, что исполнила её уже другим «свежим голосом. Материнским, обновлённым». Она признавалась, что на такое решение её подтолкнуло то, что будет «недостойно» её просто вырезать отрывок из старой песни и вставить в новую композицию. По словам Алексея Романоф, Польна сама настояла на том, чтобы перезаписать свою часть композиции. По признаниям Романоф, певицей двигало желание осовременить её героиню, хотя сам музыкант был приверженцем того, чтобы оставить в песне именно «старый „кусочек“».

## Музыка и текст песни
Песня «Ева» написана в тональности До-диез минор и имеет следующую последовательность аккордов:
Для вступления и первого куплетаC#m7 — G#m7 — F#m7 — H.
Для пред-припеваC#m — E — A — H — C#m — E — A — H — C#m
Для второго куплетаC#m — G#m — F#m — H
Для припеваE — A — H — C#m
Для бриджа, с записью голоса Евы ПольныA — H - G#m - C#m - A — H - G#.
«Ева» — это танцевальная поп-композиция. Яков Золотов из Dreamiech.ru отмечал, что, хотя песня и имеет танцевальную направленность, по настроению она грустная. Композиция была спродюсирована Алексеем Романоф, Анной Плетнёвой и Александром Сахаровым. Александр Сахаров также отвечал за аранжировку и мастеринг песни. В композиции используется семпл из песни «Беги от меня» группы «Гости из будущего». Алексей Романоф говорил в интервью, что сочинил песню на основе рефрена «Беги от меня» и что таким образом он решил «отдать дань этому замечательному дуэту».
В тексте также используется намёк на песню «Беги от меня». Например, Анна Плетнёва поёт: «Сделай что-нибудь, от меня беги», что перекликается с текстом песни «Беги от меня», где Ева Польна поёт: «Беги от меня, пока не поздно». Алексей Романоф уточнял: «Песня „Ева“ — это ответ той самой девушки, которой Ева Польна пела 10 лет назад: „Беги от меня, я — твои слёзы“. Это история. Мне кажется, что интересно послушать и посмотреть, что стало с той девушкой, которой пела Ева». В припеве песни использованы строки из припева «Беги от меня», так как после звучания слов «Твои пластинки слушала я и в каждой находила себя… Ева, я любила тебя» идут строчки «Плачь, плачь… Танцуй, танцуй…». В Dni.ru писали, что такая лирика звучит как ответ Евы Польны на признания Анны Плетнёвой.
В бридже песни используется музыкальный отрывок с голосом Евы Польны. Текст песни затрагивает тему лесбийских отношений и некоторые критики писали, что она может восприниматься как провокация. Тем не менее Алексей Мажаев отмечал, что песня скандальная «скорее своей идеей, чем содержанием». Сама солистка коллектива говорила о том, что у неё никогда не было «лесбийского опыта», хотя она никогда не выступала против однополой любви: «Я лично свободна в своих фантазиях и считаю, что ограничивать себя в чувствах — значит противоречить самой природе. Если люди любят, то пусть любят — это их право». Также группа вкладывала в песню ещё один смысл — любовь поклонника к своему кумиру, что в процессе вызывает у первого раздвоение личности. Относительно двойного значения песни Анна Плетнёва говорила: «Все артисты получают признания в любви, но мало кто осознаёт ответственность за вызванные им чувства».

## Реакция критики
Песня была положительно оценена критиками, музыкальными журналистами и программными директорами радиостанций, заняв 7 место в «Экспертном чарте» портала Redstarmusic.ru, за март 2011 года. На сайте InterMedia песня была описана положительно. Алексей Мажаев отмечал, что у группы получилось удачно «переосмыслить» старый хит «Гостей из будущего». Тем не менее он отмечал, что, скорее всего, мало кто поверит в лесбийский подтекст песни. Максим Кононенко на сайте Idiot.fm также дал позитивную оценку песни: «Песня, как обычно, хорошая. Группа „Винтаж“, как это ни смешно, не записала ещё ни одной проходной песни». Дополнительно критик отметил, что песня отражает некоторую преемственность в российской поп-музыке: «главная русская поп-группа нулевых передаёт эстафету лучшей новой поп-группе, которая, вполне возможно, будет царить следующее десятилетие». Андрей Житинёв из MUZ.RU также положительно описал песню, назвав её «чисто постмодернистской композицией» и отметив, что это «очередной пример заимствования без воровства, или „цитирования“». На сайте Best-woman.ru композицию причислили к лучшим песням коллектива. «На данный момент это самый удачный хит группы. Секрет успеха песни состоит в том, что в ней засемплированы фрагменты другого большого хита из 90-х „Беги от меня“ все тех же „Гостей“», — писали в издании.
Яков Золотов из Dreamiech.ru писал: «„Ева“ — признание в любви от группы „Винтаж“ певице Еве Польне. Едва ли не каждый молодой человек из девяностых прекрасно помнит, насколько популярными были „Гости из будущего“. Это некий феномен, который привлекал поклонников более пяти лет, но медленно угас, не оставив от себя ничего. Хоть песня и является танцевальной, но по своему духу она очень грустна». На сайте проекта «МирМэджи» отметили, что «простейший ход повторить успех хита прошлых лет прошёл „на ура“». Денис Ступников из Km.ru назвал песню «очевидным радиохитом». На сайте журнала «Афиша», описывая композицию «Беги от меня» как «гениальную песню о нелюбви, с тщательно отточенным звуком», отмечали, что «едва ли не самая удачная русская поп-песня 2000-х — „Ева“ группы „Винтаж“ — целиком построена на диалоге с первым хитом „Гостей из будущего“».
Максим Кононенко назвал «Еву» лучшей композицией 2009 года и отмечал, что «это, наверное, лучшая отечественная поп-песня за последние 10 лет». Александр Горбачёв из «Афиши» включил «Еву» в список лучших песен 2009 года. Гуру Кен в обзоре фестиваля «Песня года 2009» описывал композицию, как «фантастически удачный полукавер». В редакционном списке «Топ 100 композиций 2009» портала MUZ.RU песня заняла 3 строчку. Песня была номинирована в категории «Радиохит — группа» на премию «Бог Эфира», победитель в которой определяется голосованием экспертного жюри. В итоге композиция победила в номинации. «Ева» также была номинирована на независимую музыкальную премию «Степной волк» в категории «Песня» и премию Муз-ТВ 2010 в категории «Лучшая песня».
В журнале «Афиша» песня была включена в список «100 песен 2000-х» по итогам десятилетия, где её появление описали, как «созревшую ностальгию по 90-м». Отмечая, что это был первый пример, когда русский поп-хит был построен на чужой композиции, в издании посчитали, что «никогда это не звучало уместнее». В декабре 2011 года журнал «Афиша» также включил песню в свой редакционный список самых ярких и запомнившихся российских поп-хитов за последние 20 лет. «Уникальный пример суперхита, построенного на другом суперхите („Беги от меня“ „Гостей из будущего“); метапоп, песня о любви к песне», — писали об успехе «Евы» в издании.

## Коммерческий успех
Сингл «Ева» дебютировал в сотне лучших «Общего радиочарта» стран СНГ портала Tophit на 54 позиции 1 марта 2009 года. Через пять недель песня попала в топ-5 чарта. В итоге композиция стала одним из самых успешных синглов в СНГ в 2009 году. Она возглавила радиочарт и провела на первом месте 9 недель. По итогам 2009 года песня стала самой ротируемой русскоязычной композицией в России. Игорь Крайнов, руководитель портала Tophit, составляющего радиочарт, говорил в своей редакторский колонке об успехе группы. В частности, он писал о том, что «Винтаж» стали победителями по общему количеству «эфиров» (проигрывания песен в эфире радиостанций). В общей сложности, треки коллектива прозвучали по радио более 780 тысяч раз, из которых самым популярным треком стала песня «Ева», прозвучавшая более 450 тысяч раз: «Этот же трек с большим отрывом победил в чарте самых заказываемых на радио песен. А выпуск „Винтажом“ в конце года своего альбома Sex, который сплошь состоит из радиохитов, только закрепил статус победителей. Коллектив, о котором два года назад ещё никто не знал, совершил настоящий прорыв, поднявшись за год на 3-е место в московском исполнительском чарте, 5-е место в питерском и 11-е место в киевском. А в общем исполнительском списке „Винтаж“ безусловно победил, одновременно став и самой заказываемой на радио группой».
Песня также стала успешной в продажах цифрового контента. «В последнее время лучшие цифровые продажи продемонстрировала певица МакSим, синглы которой „Знаешь ли ты“ и „Мой рай“ купили более 1,2 млн человек. Кроме Максим, в числе лидеров списка оказались также… песни группы „Винтаж“ „Плохая девочка“, „Ева“ и „Одиночество любви“», — отмечал Сергей Балдин, генеральный менеджер лейбла Gala Records, который занимался распространением песни. Композиция также заняла 6 место в чарте продаж ринг-бэк тонов в Беларуси за третий квартал 2009 года. Алексей Романоф прокомментировал успех композиции, сказав: «Мне всегда приятно, когда песни становятся хитами, это происходит уже в третий раз за последние полгода», — однако, по его словам, «другая сторона успешности песен — это возрастающая ответственность за будущие произведения, поэтому [мне] довольно трудно садиться за написание новых песен».

## Музыкальное видео
Съёмки клипа прошли в Таллине. Режиссёром и оператором выступил Владислав Опельянц. Анастасия Чурикова из Dni.ru, описывая съёмки клипа, отмечала, что Ева Польна является для Плетнёвой одним из эталонов на российской эстраде. По мнению журналистки, сюжет ролика оказался достаточно прост: солистка группы «Винтаж» призналась Польне: «Ева, я люблю тебя…». Но в итоге клип получился одним из самых откровенных для коллектива, с историей о неразделённых чувствах девушки к своему кумиру. Анна Плетнёва также рассказывала, что решение сделать видео очень откровенным было сознательным, хотя упор был сделан на «обнажение души». В музыкальном видео группа хотела отразить, что история, рассказанная в песне «Ева», не о любви женщины к женщине, а попытка поставить себя на место человека, который «вынужден всю жизнь страдать от неразделённых чувств к своему кумиру».
В ходе съёмок Плетнёва примеряла на себя образы героинь Евы Польны из её старых клипов. Также Анна впервые примерила на себя образ блондинки. «…Несмотря на то, что сама Ева Польна не принимала участия в съёмках, героини её клипов в течение всей композиции будут появляться на экране. А моей героине остаётся лишь быть на них похожей…», — уточняла артистка. 10 марта 2009 года стало известно о готовящейся презентации клипа в московском клубе «Leon». Презентация была запланирована на 12 марта. «Это не будет каким-то пафосным мероприятием, никаких фейерверков мы устраивать не будем. Это будет маленькая дружеская вечеринка», — рассказывала о презентации пиар-менеджер группы. Также говорилось, что было снято две версии клипа. Премьера клипа в интернете прошла на сайте Russia.ru.
Основная идея видео — показать привязанность поклонницы к своему кумиру. Анна Плетнёва выступает в роли главной героини — фанатки Евы Польны. Солистка группы говорила, что основой для ролика стал клип на песню «Беги от меня», который произвёл на неё большое впечатление. По её словам, она много думала над тем, что бы могло произойти с девушкой из этого клипа, которая любила Еву Польну, через десять лет: «В нашем клипе её любовь трансформировалась в манию. Мне кажется, я добросовестно сыграла маньячку-фетишистку. Я переодеваюсь в вещи Евы, смотрю её клипы и занимаюсь любовью сама с собой, стоя перед зеркалом в белом парике и представляя, что я — это она», — уточняла артистка. Алексей Романоф сыграл эпизодическую роль. Съёмки проводились в нескольких ракурсах: в ванной комнате, фрагменты с Алексеем и общие кадры в комнате перед зеркалом и большим экраном. Лиза Золотых из журнала «7 дней» в статье «Правила съёма, или эротика в музыкальных клипах» писала, что видео на песню получилось таким же откровенным, как и клип к песне «Плохая девочка» и отмечала, что сюжет нового видео скорее подходит для фильма «Эммануэль». «В последнем видео на песню „Ева“ компанию Плетнёвой составила уже другая знаменитая дама — солистка группы „Гости из будущего“ Ева Польна. Но и она появляется на экране только мельком, а основная эротическая нагрузка на сей раз полностью лежала на Анне», — писала журналистка.

## Исполнение
Композиция была включена в сет-листы второго и третьего концертных туров группы: «Sex» и «История плохой девочки». 11 июня 2010 года группа исполнила песню на премии Муз-ТВ в московском СК «Олимпийский». Анна Плетнёва во время номера к песне исполнила на синтезаторе фрагмент из пьесы-багатель «К Элизе» Бетховена. На сайте Televesti.ru писали, что выступление группы развеяло на премии меланхолию и под их выступление танцевал весь «Олимпийский». В ходе своего третьего концертного тура, «Винтаж» исполнили песню в московском зале «Крокус Сити Холл». Исполнение предварялось номером к песне «Мальчик». После чего композиция плавно перетекла в исполнение песни «Ева». В конце номера на сцене появилась Ева Польна, которая исполнила отрывок из песни «Беги от меня», включённый в композицию.
В 2024 году в интервью Новому радио Анна Плетнёва сообщила, что начала сталкиваться с запретами организаторов концертов на исполнение песни «Ева» из-за «нововведений в законодательстве».

## Список композиций
- CD-сингл[48]

| №  | Название                     | Автор(ы)                                                    | Длительность |
| -- | ---------------------------- | ----------------------------------------------------------- | ------------ |
| 1. | «Ева» (Radio Version)        | Юрий Усачёв, Ева Польна, Александр Сахаров, Алексей Романоф | 4:10         |
| 2. | «Ева» (Fourty Seventh Remix) | Юрий Усачёв, Ева Польна, Александр Сахаров, Алексей Романоф | 5:26         |
| 3. | «Ева» (Alexey Aleshin Mix09) | Юрий Усачёв, Ева Польна, Александр Сахаров, Алексей Романоф | 3:57         |
| 4. | «Ева» (DJ 65 Remix)          | Юрий Усачёв, Ева Польна, Александр Сахаров, Алексей Романоф | 5:40         |
| 5. | «Ева» (DJ Megadance Remix)   | Юрий Усачёв, Ева Польна, Александр Сахаров, Алексей Романоф | 3:59         |

- Радиосингл[49]

| №  | Название                                             | Автор(ы)                                                    | Длительность |
| -- | ---------------------------------------------------- | ----------------------------------------------------------- | ------------ |
| 1. | «Ева»                                                | Юрий Усачёв, Ева Польна, Александр Сахаров, Алексей Романоф | 4:08         |
| 2. | «Ева» (DJ Nejtrino & DJ Baur feat. DJ Дэн Radio Mix) | Юрий Усачёв, Ева Польна, Александр Сахаров, Алексей Романоф | 3:59         |

## Участники записи
В создании и записи песни приняли участие следующие музыканты:

| - Алексей Романоф — музыка, саунд-продюсирование, вокал, бэк-вокал - Александр Сахаров — текст, саунд-продюсирование, аранжировка, сведение, мастеринг | - Анна Плетнёва — саунд-продюсирование, вокал - Ева Польна — текст, вокал - Юрий Усачёв — музыка |

## Чарты
| Страна/территория (Чарт)                      | Место |
| --------------------------------------------- | ----- |
| СНГ (Tophit Общий Топ-100)                    | 1     |
| СНГ (Tophit Топ-100 по заявкам)               | 1     |
| Россия (Tophit Московский радиочарт)          | 1     |
| Россия (Tophit Санкт-Петербургский радиочарт) | 1     |
| Украина (Tophit Киевский радиочарт)           | 11    |

| Страна/территория (Чарт, 2009)                   | Высшая Позиция |
| ------------------------------------------------ | -------------- |
| СНГ (Tophit Общий Топ-200)                       | 2              |
| СНГ (Tophit Общий Топ-200. Русскоязычные синглы) | 1              |
| СНГ (Tophit Топ-200 по заявкам)                  | 1              |
| Россия (Tophit Московский Топ-200)               | 16             |
| Россия (Tophit Санкт-Петербургский Топ-200)      | 15             |
| Украина (Tophit Киевский Топ-200)                | 21             |

## Награды и номинации
| Год  | Награда       | Номинированная работа | Категория         | Результат |
| ---- | ------------- | --------------------- | ----------------- | --------- |
| 2009 | Песня года    | «Ева»                 | Лауреат фестиваля | Победа    |
| 2010 | Бог Эфира     | «Ева»                 | Радиохит          | Победа    |
| 2010 | Премия Муз-ТВ | «Ева»                 | Лучшая песня      | Номинация |
| 2010 | Степной волк  | «Ева»                 | Песня             | Номинация |

### Рейтинги и списки
| Издание | Страна | Рейтинг/Список                                                        | Год  | Источник |
| ------- | ------ | --------------------------------------------------------------------- | ---- | -------- |
| MUZ.RU  | Россия | «Топ 100 композиций 2009» (3 место)                                   | 2009 | [ 30 ]   |
| «Афиша» | Россия | «100 песен 2000-х»                                                    | 2010 | [ 35 ]   |
| «Афиша» | Россия | «Самые яркие и запомнившиеся российские поп-хиты за последние 20 лет» | 2011 | [ 17 ]   |